# Jaromír Břetislav Košut
Jaromír Břetislav Košut (18. ledna 1854 Borová u Poličky – 3. prosince 1880 Praha) byl český orientalista.

## Život

### Mládí
Narodil se do české tradičně evangelické rodiny evangelického faráře Benjamina Košuta, původem z Černilova nedaleko Hradce Králové. Chodil na slovenské gymnázium v Modre, středoškolská studia dokončil na Akademickém gymnáziu v Praze. V roce 1873 nastoupil na bohosloveckou fakultu v Basileji. Když mu rakouská vláda doporučila, aby se věnoval jen studiu východních jazyků, přešel na orientalistiku do Lipska k profesoru Fleischerovi, největšímu orientalistovi té doby. Studoval perštinu, arabštinu, turečtinu a hindštinu. Roku 1878 získal doktorský titul, o rok později se habilitoval jako první český docent orientalistiky na Univerzitě Karlově. Přednášel chaldejštinu a turečtinu.

### Úmrtí
Zemřel na pyémii („talovitost krve“, infekční onemocnění rozšířené z původního ložiska krevním oběhem) následkem předchozího úrazu kyčle. Pohřben byl 6. prosince na karlínském evangelickém hřbitově u Invalidovny za hojné účasti představitelů univerzity, evangelické církve i dalších osobností. Jeho hrob byl po zrušení hřbitova koncem 19. století přenesen na Olšanské hřbitovy.

## Dílo
Psal články o východních literaturách do časopisů Lumír, Květy i jinde. Jeho hlavním dílem je překlad poezie perského básníka Háfize, který zpracoval s Jaroslavem Vrchlickým a žákem Rudolfem Dvořákem. Sbírka vyšla posmrtně roku 1881 v Ottově nakladatelství.